# NGC 6157
NGC 6157 este o galaxie situată în constelația Dragonul. A fost descoperită în 28 iunie 1886 de către Lewis A. Swift.